# Pháo tự hành M101
Pháo tự hành PTH105-VN15 là loại pháo tự hành của Việt Nam. Đây là một kết hợp giữa lựu pháo M101 105mm của Mỹ mà Quân đội nhân dân Việt Nam thu được và xe tải hạng nặng bánh lốp 6x6 của Liên Xô.

## Lịch sử ra đời và phát triển
Nhằm đáp ứng yêu cầu huấn luyện, chiến đấu của Quân đội Việt Nam, trước hết là pháo binh trong điều kiện mới, Xí nghiệp liên hợp Z751 đã triển khai đề tài nghiên cứu tính toán thiết kế chế tạo thử nghiệm pháo tự hành 105mm. Đây là sản phẩm kết hợp giữa lựu pháo M101 105mm do Hoa Kỳ sản xuất với xe vận tải hạng năng 6x6 do Liên Xô chế tạo. Sau khi giải phóng miền Nam 30/4/1975, Quân đội nhân dân Việt Nam có thu được một số vũ khí của Quân lực Việt Nam Cộng hòa, trong đó có lựu pháo M101 105mm và sử dụng chúng cho tới ngày nay. Bên cạnh đó, Việt Nam cũng có một lượng lớn xe vận tải quân sự hạng nặng Ural-375 và Ural-4320.
Trong các nguyên mẫu đầu tiên (M1), xe Ural-375 được lựa chọn. Nguyên mẫu này không trang bị giáp bảo vệ và không có súng phòng không. Trong nguyên mẫu mới, xe Ural-4320 được lựa chọn thay thế cho Ural-375. Đồng thời, một súng phòng không NSV 12,7 mm được gắn ở phần cabin mở rộng. Súng này cũng dùng để tiêu diệt bộ binh địch. Hai bên hông xe được bổ sung thêm các khối giáp bảo vệ.
Với kích thước nhỏ và nhẹ so với những dòng pháo khác, pháo tự hành M101 rất cơ động và có khả năng lẩn tránh đợt phản pháo của kẻ thù. Hiện Hàn Quốc đang nghiên cứu một loại tương tự với tên EVO+105 sử dụng cùng loại pháo M101s trên khung xe KM500 với nhiều thiết bị cải tiến hơn loại pháo của Việt Nam.

## Thông số kỹ thuật
- Chiều dài: 7,3 mét
- Chiều rộng: 2,9 mét
- Chiều cao: 2,9 mét
- Kíp lái: 9
- Trọng lượng: 4,5 tấn

## Quốc gia sản xuất và sử dụng
- Việt Nam